# سورنا (فرماندار ارمنستان)
سورنا فرماندار ارمنستان در اواخر سده ششم میلادی در زمان صلح میان شاهنشاهی ساسانی و امپراتوری بیزانس بود. او احتمالاً با توجه به نامش دارای اصالتی ایرانی بود.